# Santa Luzia, Minas Gerais
För andra platser med detta namn, se Santa Luzia.
Santa Luzia är en stad i kommunen Santa Luzia i sydöstra Brasilien och är belägen i delstaten Minas Gerais. Hela kommunen har lite mer än 200 000 invånare varav ungefär en tredjedel bor i centralorten och resterande i São Benedito. Santa Luzia är belägen strax nordost om Belo Horizonte och ingår i dess storstadsområde. Staden grundades i slutet av 1600-talet och hette Bom Retiro fram till 1924 då man fick sitt nuvarande namn. Santa Luzia (då Bom Retiro) blev en egen kommun 1856 från att tidigare tillhört Sabará.

## Administrativ indelning
Kommunen var år 2010 indelad i två distrikt:
- Santa Luzia
- São Benedito

## Befolkningsutveckling
| Område              | Areal (km²)   | Invånarantal 1 augusti 2000 | Invånarantal 1 augusti 2010 | Invånarantal 1 juli 2014 |
| ------------------- | ------------- | --------------------------- | --------------------------- | ------------------------ |
| Kommun              | 235,33        | 184 903                     | 202 942                     | 214 830                  |
| Urban befolkning    | Ingen uppgift | 184 208                     | 202 378                     | Ingen uppgift            |
| ...varav centralort | Ingen uppgift | 58 549                      | 71 988                      | Ingen uppgift            |